# OpenH264
OpenH264是一个实时编码和解码视频流至H.264/MPEG-4 AVC格式的自由软件函式庫。它采用简化BSD许可证发布。

## 历史

### 转移到免费使用的二进制库
2013年10月30日，思科系统的Rowan Trollope宣布思科将以简化BSD许可证发布一个名为OpenH264的H.264视频编解码器的二进制文件和源代码，并为使用思科预编译二进制文件的任何软件项目向MPEG LA支付所有使用费（因此思科的OpenH264的“二进制文件”为免费使用）；不过，使用思科提供的源代码而非二进制文件的任何软件项目都有法律责任自行向MPEG LA支付所有版权费用。
目前其目标CPU架构是x86和ARM，目标操作系统是Linux、Windows XP及以上版本、Mac OS X，以及Android；iOS不在范围内，因为其不允许应用程序从互联网获取和安装二进制模块。
尽管OpenH264源代码在2013年10月份就已经存在，并被思科产品内部使用，但思科并没有立即发布其OpenH264编解码器。公告的原因是他们需要将其与其他非开源的思科源代码之依赖关系分离、确认它不含任何已知的零日攻击（可能危及其他使用相同代码的思科产品），以及确保完成所有必要的法律程序。
思科于2013年12月9日发布了OpenH264的源代码。

### 在Firefox中支持
2013年10月30日，思科的免费版公布当天，Mozilla的布蘭登·艾克的写道，未来版本的Firefox将使用思科的二进制文件，在平台编解码器不可用时为Firefox提供H.264支持。2014年10月，Mozilla发布Firefox 33，这是首个支持OpenH264的正式版本。

## 功能
OpenH264的设计面向实时编码和解码视频的应用程序，例如WebRTC。